# Abela
Abela (lit. Obelis) – rzeka na Litwie, lewy dopływ Niewiaży, do której uchodzi poniżej Kiejdan; nad rzeką leżą Szaty.